# Roland Gross
Roland Gross, född 31 december 1947 i Åseda, Kronobergs län, är en svensk målare, grafiker och skulptör.
Gross är till största delen självlärd men har deltagit i kurser vid Gerlesborgsskolan i Bohuslän. Separat har han ställt ut på ett flertal gallerier i södra Sverige och medverkat i samlingsutställningen Sydosten på Kalmar konstmuseum samt med Emmaboda konstförening. Bland hans offentliga arbeten märks utsmyckningar för Emmaboda Bibliotek, urnor till Vissefjärda minneslund och han har formgivit Lindåsbänken. Gross är representerad vid Kalmar läns landsting, Kronobergs läns landsting, Emmaboda kommun, Tingsryds kommun, Lessebo kommun, Uppvidinge kommun, Emmaboda Folkets Hus och Lindås Folkets Hus.